# Morten Jensen (atlet)
 Der er flere personer med dette navn, se Morten Jensen.
Morten Jensen (født 2. december 1982, Lynge) er en dansk atlet, der primært begår sig i disciplinerne længdespring, 100 meter og 200 meter. Hans klub er Sparta, som han har været en del af siden 2005. Før det var han en del af FIF Hillerød.
Morten Jensen har den danske rekord i alle sine primærdiscipliner undtagen 200 meter. Dog har han indendørsrekorden på 200 meter. Udendørsrekorden på 200 meter blev sat af Jens Smedegaard fra Glostrup IC den 12. september 1979 i tiden 20,52 sekunder. Morten Jensens bedste tid på denne distance er 23/100 af et sekund fra rekorden.
Morten Jensens kvalificerede sig til OL 2008 i længdespring med 8,10 m ved et stævne på Kreta 7. juni 2008. Han deltog ved EM i Barcelona 2010. 
Ved EM indendørs i atletik 2011 vandt Morten Jensen sin første medalje ved et internationalt mesterskab, da han med et spring på 8.00 meter i finalen vandt bronze.
Morten Jensen var med til at sætte dansk rekord på 4 x 100 meter ved EM-hold 2010, Kvartetten bestod af Martin Krabbe (AK Holstebro), Jesper Simonsen (Sparta), Daniel Bendix Christensen (Århus 1900) og Morten Jensen. Det danske 4 x 100 meter stafethold sejrede i EM-hold 2011 med en ny dansk rekord på 39,73. Kvartetten bestod Andreas Trajkovski (KIF), Jesper Simonsen, Mike Kalisz (Sparta) og Morten Jensen.
Morten Jensens trænes igen fra efteråret 2012 af svenskeren Leif Dahlberg som også var hans træner frem til EM 2010, hvor efter han skiftede træner til Anders Møller og Lars Nielsen.
Morten Jensens er kæreste med den norske stangspringer Cathrine Larsåsen, de bor i København

## Rekorder

### Danske rekorder
Seniorrekorder: 
- 100 meter: 10,29 s
- Længdespring: 8,25 m

Seniorrekorder indendørs: 
- 200 meter inde: 21,17 s
- Længdespring inde: 8,18 m

U23-rekorder:
- 100 meter: 10,29 s
- Længdespring: 8,03 m

18 års-rekorder: 
- 200 meter: 21.48 s

### Personlige rekorder
- 100 meter: 10,29 s
- 200 meter: 20,75 s
- Længdespring: 8,25 m (dansk rekord)